# Simon Jenko
Simon Jenko (Podretsche, 1835. október 27. – Krainburg, 1869. október 18.) szlovén költő, író, a pszichológiai realizmus előfutára.

## Életpályája
A paraszti származású Jenko iskoláit Rudolfswerthban (ma Novo mesto), illetve a gimnázium utolsó évét Laibachban (ma Ljubljana) végezte. Itt a titokban szerkesztett Vaje (Gyakorlatok), szépirodalmi füzeteknek dolgozozott többek között Fran Erjaveccel és Ivan Tušekkel egyetemben. Érettségi után a klagenfurti szemináriumba iratkozott be, de hamarosan otthagyta és Bécsbe ment jogot hallgatni. 1863-ban tért haza és krainburgi (ma Kranj), valamint steini (ma Kamnik) jogászirodákban dolgozott.
1866-ban továbbképzésen vett részt, de nemsokkal ezután Krainba visszatért meghalt agyhártyagyulladás következtében.[forrás?]

## Irodalmi munkássága
A romantika és a realizmus határán működött, íróként és költőként is jelentős szerző. Verseit 1857-től jelenteti meg nagy nyilvánosság előtt a Novice (Hírek), majd a Slovenski glasnik (Szlovén hírmondó) hasábjain. Ez utóbbi közölte a három legfontosabb elbeszélését (1858): Spomini (Visszaemlékezések), Tilka, Jeprški učitelj (A jeprcai tanító). Elsőként alkalmazza a hősök belső ábrázolását a szlovén prózában.
1865-ben látott napvilágot élete egyetlen verseskötete (Pesmi). Hazafias versei közül kiemelendő a Naprej (Előre) című, amely 1990-ig Szlovénia himnusza volt.
Az első, kéziratban maradt szlovén eposzparódia (Ognjeplamtič, 1855) szerzője.

## Munkái magyarul
Néhány versének fordítása az alábbi kötetekben:
- Fehér Ferenc: A madár árnyéka, Budapest, 1978
- Bajzek Mária, Lukács István, Mladen Pavičić: Szlovén irodalmi antológia, Budapest, 2007, 206-213.